# Pfarrhaus (Langenhaslach)

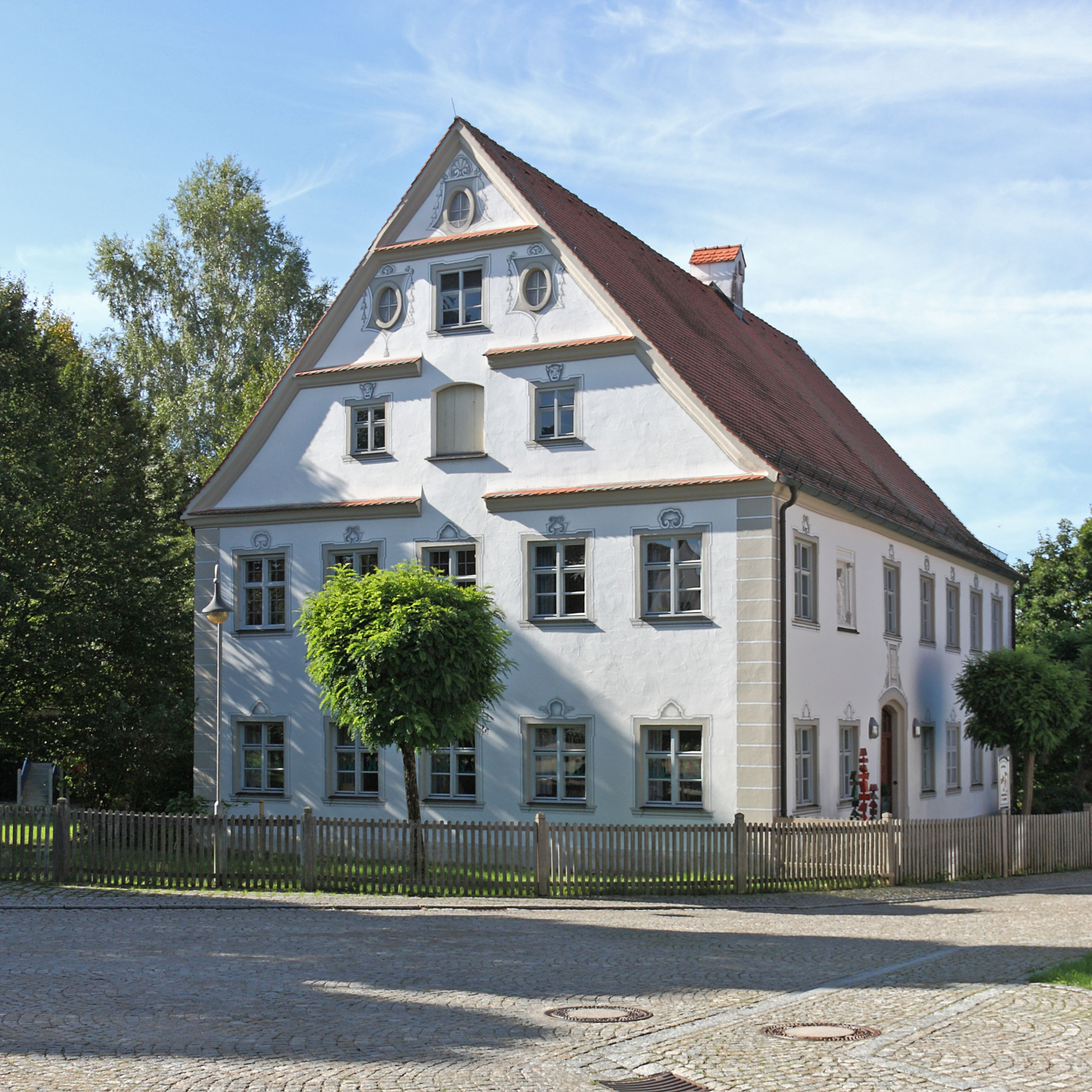
Pfarrhaus in Langenhaslach

Das Pfarrhaus in Langenhaslach, einem Gemeindeteil von Neuburg an der Kammel im Landkreis Günzburg im bayerischen Regierungsbezirk Schwaben, wurde 1731 errichtet. Das Pfarrhaus am Sankt-Martin-Platz 1 befindet sich südlich der Pfarrkirche St. Martin.
Der zweigeschossige Satteldachbau besitzt sieben Fensterachsen an seiner Längsseite. Die Fenster und das Portal sind mit profilierten Hausteinen gerahmt.